# Jornal Ibiá
Jornal Ibiá é um jornal com sede em Montenegro, RS e circulação de segundas a sábados, com circulação de 5000 exemplares. Desde fevereiro de 2017 mantém uma versão digital.

## História
O Jornal Ibiá, conhecido como o jornal das gurias, foi fundado pelas estudantes de Comunicação Social da Unisinos Mara Rúbia Flores e Maria Luiza Szulczewski (Lica) na cidade de Montenegro em 16 de março de 1983.